# Oisterwijk (plaats)
Oisterwijk (uitspraakⓘ) (uitspraak: Oosterwijk) is een dorp in Noord-Brabant en hoofdplaats van de gemeente Oisterwijk. In 2023 telde de plaats Oisterwijk 20.495 inwoners.

## Ligging
Oisterwijk ligt tussen Tilburg en Boxtel. Nabijgelegen kernen zijn Moergestel, Oirschot, Haaren, Berkel-Enschot, Udenhout.

## Streektaal
In de gemeente Oisterwijk wordt Oisterwijks gesproken, een tot het Midden-Noord-Brabants behorend subdialect dat op zijn beurt deel uitmaakt van het Brabantse dialect. Het Oisterwijks verschilt in bepaalde dingen van het Tilburgs, waar het soms ten onrechte mee wordt vereenzelvigd. Al lijkt het Oisterwijks dialect en Tilburgs dialect wel op elkaar.

## Etymologie
De naam Oisterwijk betekent een ten oosten van Oost-Tilburg liggende wijk. Het woord wijk is afgeleid van het Latijnse vicus dat markt- of handelsplaats betekent. Met Oost-Tilburg was de nederzetting rond de kerk aan het Kerkplein in het huidige Oisterwijk bedoeld. Deze verklaring hangt samen met het feit dat de historische kern van Oisterwijk een samensmelting is van het dorpje Oost-Tilburg rond de kerk en het stadje Oisterwijk rond De Lind. Overigens werd met West-Tilburg het huidige Tilburg bedoeld.

## Geschiedenis

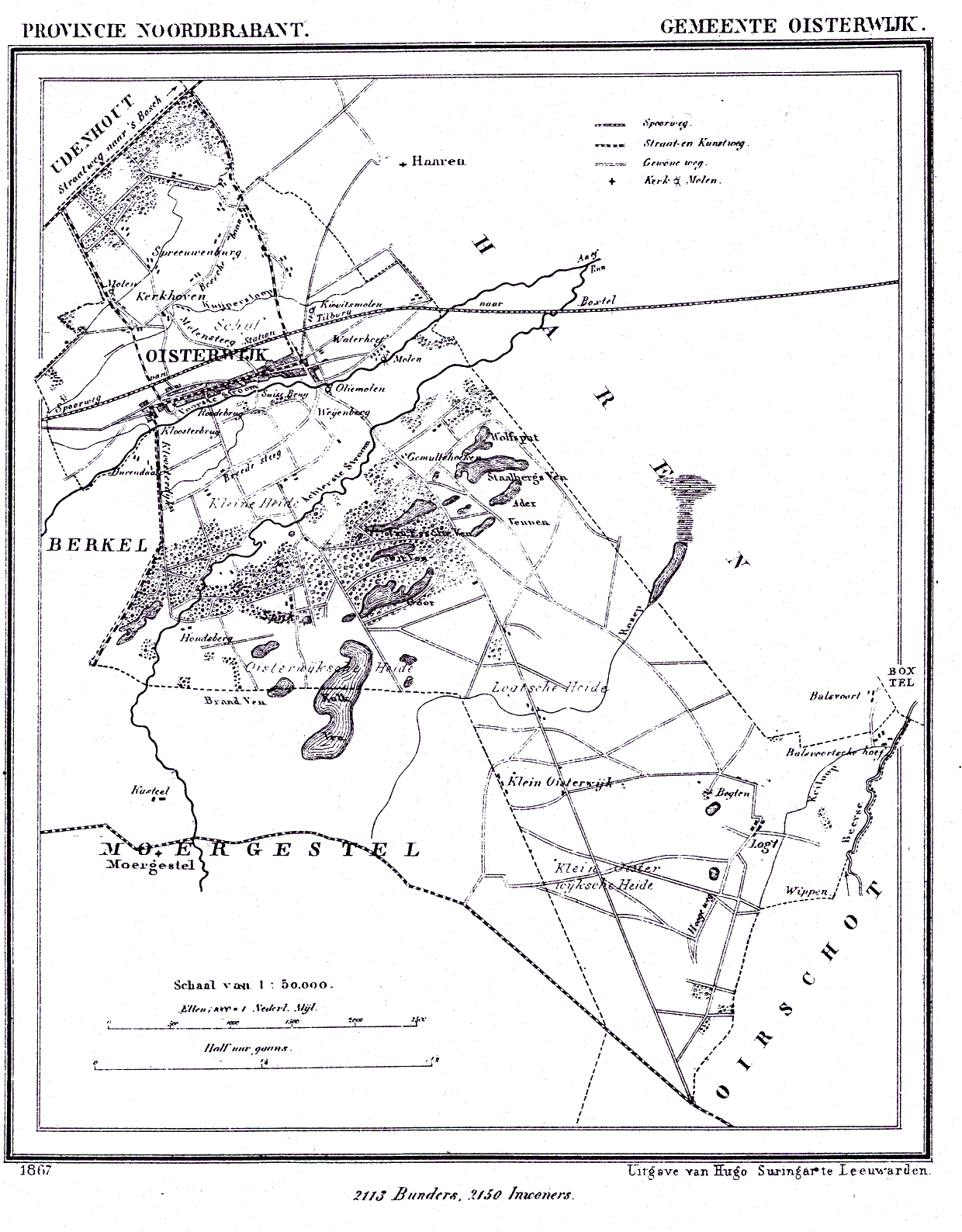
Oisterwijk in 1867

De oudste vermelding van de omgeving van Oisterwijk is in het Liber aureus uit 1191, waarin de tekst van een akte is opgenomen die uit 21 mei 709 zou stammen maar die niet meer bestaat. Hierin staat dat de heilige Willibrordus een domein te Alphen geschonken zou hebben gekregen en dat de akte in Tilburg zou zijn opgemaakt (actum publice Tilliburgis).
Later ontstonden in dit gebied twee parochies: West-Tilburg en Oost-Tilburg. Laatstgenoemde was aan Sint-Petrus gewijd. Tussen deze twee parochies was nog de parochie Enschot gelegen, terwijl in Berkel en Helvoirt, en later ook te Udenhout, kapellen werden gesticht. De Heer van Tilburg had een mottekasteel, Ter Borch geheten, dat waarschijnlijk lag bij de samenvloeiing van de Voorste Stroom en de Achterste Stroom. In de nabijheid hiervan bevond zich ook de Watermolen Ter Borch die in 1300 al bestond en in 1924 werd gesloopt.
Oisterwijk kreeg in 1212 van hertog Hendrik I van Brabant marktrechten en werd gesticht op het grondgebied van de parochie Oost-Tilburg. Dit verklaart ook de naam 'Oisterwijk'. De stichting van Oisterwijk en vier andere vrijheden (oppida libera que de novo feceramus) vond plaats om aldus de invloedssfeer van de hertog uit te breiden en vloeide voort uit een overeenkomst met de heer van Breda. De plaatselijke heren werden geleidelijk aan gedwongen om de hertog als hun leenheer te erkennen. In 1230 verleende de hertog het nieuwe dorp vrijheidsrechten. Deze hielden onder meer marktrechten en vrijstellingen van bepaalde belastingen in, maar niet het recht om de stad te ommuren en ook geen tolvrijheid op de Rijn. Van lieverlee nam de betekenis van de nederzetting Oisterwijk ten koste van die van de parochie Oost-Tilburg toe en werd 'Oisterwijk' de enige gehanteerde aanduiding voor het geheel van het oude dorp Oost-Tilburg rond de kerk en Oisterwijk rond De Lind. De nederzetting koos voor het recht van 's-Hertogenbosch en werd de hoofdplaats van het Kwartier van Oisterwijk, een van de vier kwartieren van de Meierij van 's-Hertogenbosch. In 1231 kwam het patronaatsrecht van de Sint-Petruskerk in handen van de Sint-Geertrui-abdij te Leuven. In 1259 was voor het eerst sprake van een schepenbank.
Tegen het einde van de 14e eeuw had Oisterwijk reeds zijn huidige hoofdstructuur, bestaande uit een brede, plein-achtige straat van bijna een kilometer lang, de Plaatse geheten, voortgekomen uit de oude marktplaats die in 1212 stadsrechten kreeg. Aan beide zijden lagen knooppunten van wegen. In het oosten waren wegen naar Oirschot, Boxtel, 's-Hertogenbosch, Haaren en Heusden. Vanuit het westen waren wegen naar Moergestel, Tilburg en Heukelom.
In de late middeleeuwen en de daarop volgende eeuwen stond de stad bekend om zijn lakenindustrie en bierbrouwerijen en had mede daardoor zo nu en dan te lijden van vijandelijke aanvallen, onder meer van de 16e-eeuwse Gelderse veldheer Maarten van Rossum. Ook in de Tachtigjarige Oorlog was Oisterwijk meermalen inzet van gevechtshandelingen.
Van een kerk was reeds sprake in 1192 en 1214, en een pastoor werd genoemd in 1230. De Sint-Petruskerk stond vrijwel op dezelfde plaats als de huidige. In de nabijheid was een begijnhof en een nonnenklooster, Catharinenberg genaamd. Het oorspronkelijke Catharinenberg werd omstreeks 1440 gesticht en de zusters volgden de Derde regel van Sint-Franciscus. Tot 1731 woonden de zusters in Oisterwijk, daarna verhuisden ze naar Baarle-Hertog. De gotische kerk, die twintig altaren en een hoge toren bezat, werd op 11 juni 1587 verwoest tijdens een overval van Staatse troepen onder bevel van Filips van Hohenlohe-Neuenstein. Herstel volgde in de jaren 1608-1616, waaraan een balk met inscriptie herinnerde. In 1648 kwam de kerk echter in handen van de Hervormden. De katholieken betrokken enige decennia later een schuurkerk aan de Schijf. In 1722 splitste de parochie Berkel-Udenhout zich van Oisterwijk af en in 1851 werden Berkel en Udenhout beide zelfstandige parochies.
Ondertussen kregen de katholieken einde 18e eeuw hun kerk weer terug, die echter zwaar verwaarloosd was. Voor de Hervormden werd in 1810 een Napoleonskerk gebouwd. De katholieken sloopten in 1823 het dwarsschip van hun kerk en in 1895 werd de kerk gesloopt en vervangen door een nieuwe die in 1897 werd ingewijd. De tussenliggende jaren werd gekerkt in een houten noodkerk. De balk met inscriptie belandde uiteindelijk in het bejaardentehuis "Ter Perre". Het duurde tot 1928 alvorens er een tweede parochie in Oisterwijk kwam. Op 27 mei 1998 vond tijdens reparatiewerkzaamheden een felle brand plaats in de toren van de Sint-Petruskerk. De spits stortte in en delen kwamen op het dak terecht waarbij een kroonluchter neerstortte op de kerkbanken. De schade werd nadien hersteld.
In 1844 stichtten zusters Franciscanessen vanuit het Klooster Nazareth te Oirschot opnieuw een klooster op de plaats van het vroegere Catharinenberg. In de jaren 30 van de 20e eeuw verrees aan de huidige Schoolstraat een kloostercomplex met scholen en kapel. Nadat de zusters begin 21e eeuw vertrokken waren kregen de diverse onderdelen een verschillend gebruik, waaronder een muziekschool. De Joodse gemeente ontstond nadat er begin 18e eeuw joden in Oisterwijk kwamen wonen. In 1748 werd een Joodse begraafplaats in gebruik genomen en in 1758 werd een synagoge ingewijd. Aanvankelijk werden hier ook overledenen uit Tilburg begraven, maar aldaar stichtte men een eigen gemeente en de Oisterwijkse gemeente ging daar in 1908 volledig in op. De meeste joden trokken naar deze naburige stad.
In 1865 kwam er een spoorwegstation. De economische geschiedenis van Oisterwijk wordt hieronder verteld.
In 2012 vierde Oisterwijk dat het 800 jaar geleden was dat zij stadsrechten kregen. Er vonden diverse festiviteiten plaats.

## Economische geschiedenis

### Landbouw en textiel
In Oisterwijk bestond vanouds enige met textiel verbonden nijverheid, gebaseerd op laken en linnen. Zo was er de textielververij van Arnold en Wouter Holleman, alwaar uit meekrap ook garancine geproduceerd werd. Dit gebeurde van 1852-1875. Hier werden ook weefsels vervaardigd. De Oisterwijkse textielindustrie was in 1870 vrijwel verdwenen door de opkomst van Tilburg als textielstad. De aardappelziekte omstreeks 1850 en de invoer van goedkoop graan uit de Verenigde Staten in het laatste kwart van de 19e eeuw zorgden voor een crisis in de landbouw. De boeren verenigden zich in de Coöperatieve roomboterfabriek "De Boterbloem". De groeiende bevolking kon voorts werk vinden in de opkomende nijverheid.

### Schoenindustrie
Schoenmakers waren er in de meeste Brabantse dorpen te vinden. Daarnaast werd de vervaardiging van schoeisel uitgeoefend als huisnijverheid. Gedurende de tweede helft van de 19e eeuw steeg het aantal schoenmakers. Er was, ook vanuit het leger, een groeiende vraag naar schoenen. In 1912 vond 70% van de Nederlandse schoenenproductie in Noord-Brabant plaats. Het aantal Oisterwijkse schoenmakers steeg in de periode 1860-1910 van 28 tot 347 en de laatsten waren uiteindelijk werkzaam in 5 grote en 15 kleine bedrijven. Pas omstreeks 1900 kwamen de eerste gemechaniseerde fabrieken op, daarvoor werd voornamelijk in manufacturen gewerkt. De eerste aanvraag voor een schoenfabriek was van J.P. van Arendonk (1899).
In het daaropvolgende decennium volgden er nog meer. In 1930 werkten bij NV Paijmans en Zonen schoenfabrieken (PAZO) al 310 mensen. Roosen-De Bakker telde toen 200 arbeiders en Stoomschoenfabriek La Hollande (fa. Larsen) had in 1927 meer dan 100 arbeiders in dienst. De oprichting van een Vakschool voor Schoenmakers en de mechanisatie zorgden voor een toename van productiviteit en kwaliteit. Uiteindelijk heeft Oisterwijk vele grote en kleine fabrieken gekend waar dames-, heren- en kinderschoenen werden vervaardigd, alsmede pantoffels (zie Lijst van Nederlandse schoenfabrieken voor een groot aantal van deze Oisterwijkse bedrijven). Na het topjaar 1965 begon de neergang, vooral door concurrentie, eerst van Italië en later van landen als Taiwan en China.

### Lederindustrie
Voor Oisterwijk was ook de leerlooierij van groot belang. Deze was toeleverancier voor onder meer de schoenindustrie. De aanwezigheid van stromend helder water en eikenschors was essentieel voor deze bedrijfstak. Ook deze vond oorspronkelijk plaats door tal van kleine familiebedrijfjes. In de Voorste Stroom werden tussen 1871 en 1878 wel 46.000 huiden gespannen. De beroepen van looier en schoenmaker, aanvankelijk gecombineerd, werden geleidelijk gescheiden specialismen. De looiers vervulden vaak ook openbare functies. Looier Hendrik van Beckhoven was omstreeks 1900 burgemeester van Oisterwijk. Ondertussen kwam vanuit Duitsland een modernere aanpak met chemische looistoffen en zeer grote fabrieken.
In navolging daarvan werd in 1916 de N.V. Lederfabriek Oisterwijk opgericht door C.J. Van der Aa die in 1920, via de in 1906 opgerichte Amsterdamsche Ledermaatschappij, opging in het concern Adler en Oppenheimer. De fabriek ging zich in kalfsleder specialiseren. Deze grootschalige fabriek leidde tot het verdwijnen van de kleinschalige looierijbedrijfjes. Gedurende de periode 1916-1930 steeg het aantal arbeiders in deze fabriek van 80 naar 850. In 1932 verkreeg ze het predicaat Koninklijke. Na de Tweede Wereldoorlog ging de fabriek rundleder produceren en in 1966 werd ze overgenomen door Hagemeyer. Het ging slecht met de leerindustrie en vele leerlooierijen sloten de poort. In 1970 werd de Koninklijke Chroomlederfabriek overgenomen en in 1974 ontstond aldus de Koninklijke Verenigde Leder (KVL). Dit was de grootste leerlooierij van Nederland. Niettemin ging het in de jaren 90 van de 20e eeuw steeds slechter met de lederindustrie. In 2000 werd bekend dat de fabriek zou moeten sluiten en in 2004 werd het faillissement uitgesproken.
In 2014 is begonnen met het renoveren van een groot deel van de complexen op wat bekend staat als het KVL-terrein. Menig gebouw kreeg daarbij een nieuwe bestemming. Onder andere het Europees Keramisch Werkcentrum is er gevestigd: een artistiek laboratorium waar nationale en internationale kunstenaars de mogelijkheden van keramische toepassingen onderzoeken, verbreden en herformuleren.

### Sigaren

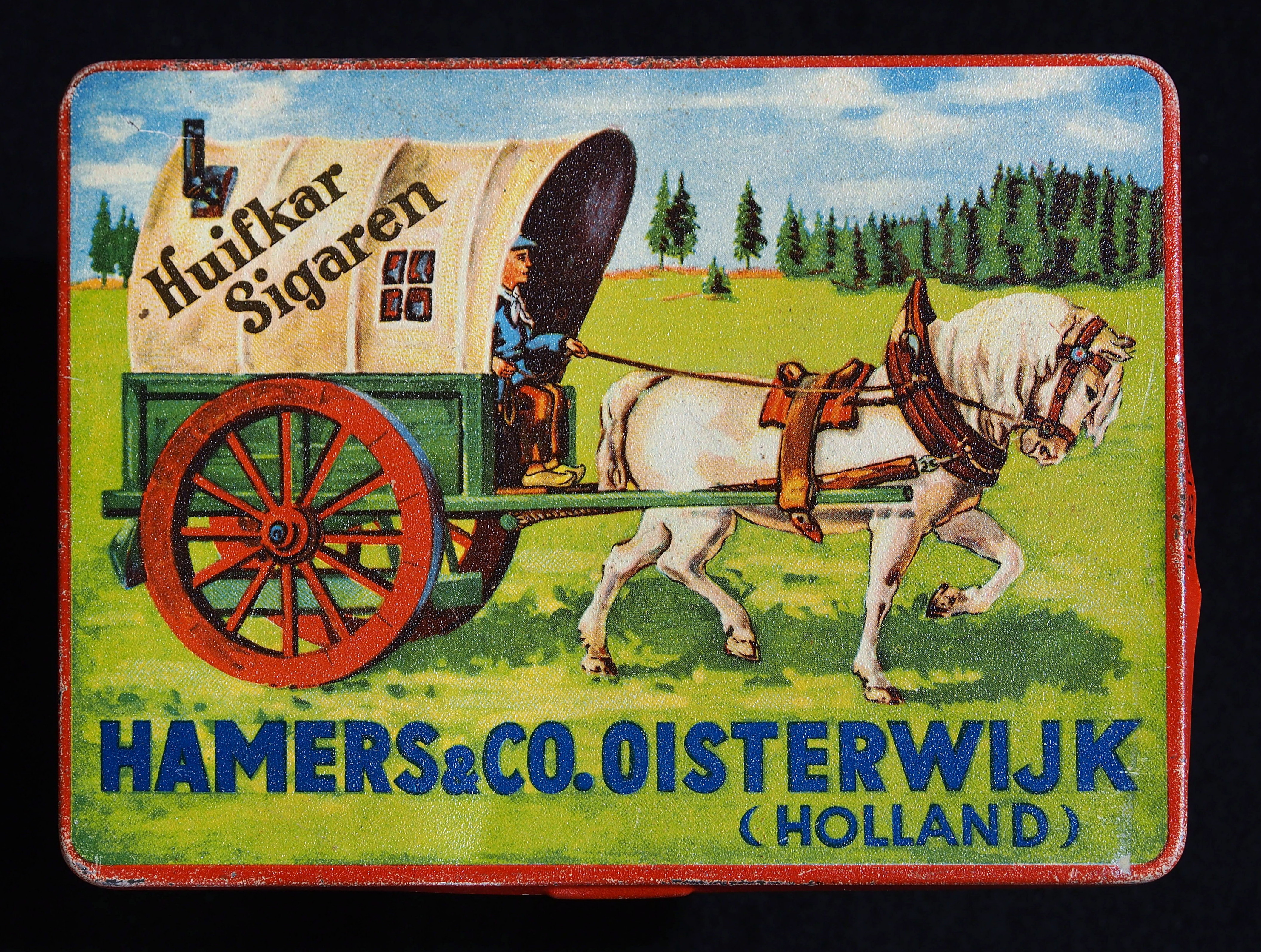
Voorkant blikje De Huifkar

De eerste sigarenfabriek ontstond gedurende de jaren 70 van de 19e eeuw. Het was de fabriek van de Gebr. De Kuijper die sigaren van het merk DK produceerde. Een grotere fabriek kwam en fuseerde met DK in 1894. Alphonse Hamers richtte toen De Huifkar op welke vanaf 1899 sigaren voor de internationale markt ging produceren. Op hoogtijdagen werkten er 200 à 300 mensen. Naast deze grotere fabrieken waren er ook kleinere bedrijfjes die goedkope eenheidssigaren voor de thuismarkt produceerden. In 1912 was 6% van de Oisterwijkse bevolking in de sigarenindustrie werkzaam. Toen Hamers in 1952 overleed werd sigarenfabriek De Huifkar overgenomen.
De traditie van deze sigaar wordt op volgende generaties doorgegeven. Via Smit & Ten Hove, Douwe Egberts, komt de merknaam vervolgens bij Agio terecht.

### Meubelen
Oisterwijk kende vanaf 1969 eveneens een belangrijke meubelindustrie. Meubelfabriek Oisterwijk had landelijk verspreid showrooms en was bekend van radio- en tv-reclames met de slogan "klop klop". Het hoofdkantoor en de productie waren gevestigd in het dorp. In 1989 ging het bedrijf failliet. Nederland raakte uitgekeken op zwaar en donker eikenhout. De fabriek is in zeer afgeslankte vorm doorgestart zodat er van meubelindustrie nauwelijks meer te spreken valt.

### Sociaal
De Oisterwijkse werkgevers waren berucht vanwege de gedwongen winkelnering die vooral tussen 1870 en 1890 hoogtij vierde. De prijzen in deze winkels lagen 12% hoger dan in de zogeheten vrije winkels. Menige patroon bezat een eigen winkel, hoewel het in het algemeen meer om een opslagloods dan om een winkel ging. De lonen waren laag, de werkdagen lang en de huisvesting slecht. Na 1914 kwam aan de gedwongen winkelnering snel een einde en in 1917 was ze verdwenen. Vanaf 1907 kwam ook de vakbeweging van de grond.

### Toerisme
Een belangrijke tak van bedrijvigheid is vanouds het toerisme. De in 1909 opgerichte VVV was de eerste in Nederland, maar ze kende een voorloper, de Vereeniging tot bevordering van het vreemdelingenverkeer te Oisterwijk, waarvan het oudste document een brief van 17 juli 1888 is. Hierin werd gevraagd een vergunning voor een wielerwedstrijd te erlangen. Het vennengebied ten zuiden van Oisterwijk was een grote attractie. Een bedreiging vormden de plannen om het landgoed De Hondsberg te verkavelen en te bebouwen. Het betrof het landgoed dat behoorde bij Kasteel Durendaal. Hierop kwam de VVV in het geweer, en de bemoeienissen hiervan hadden tot gevolg dat de Vereniging Natuurmonumenten dit gebied in 1913 kon aankopen. Aldus werd de aanzet gegeven voor het natuurmonument Oisterwijkse Bossen en Vennen. Het gebied ten zuiden van Oisterwijk is gevuld met horecagelegenheden, een zwembad en tal van andere toeristische voorzieningen.

## Bezienswaardigheden

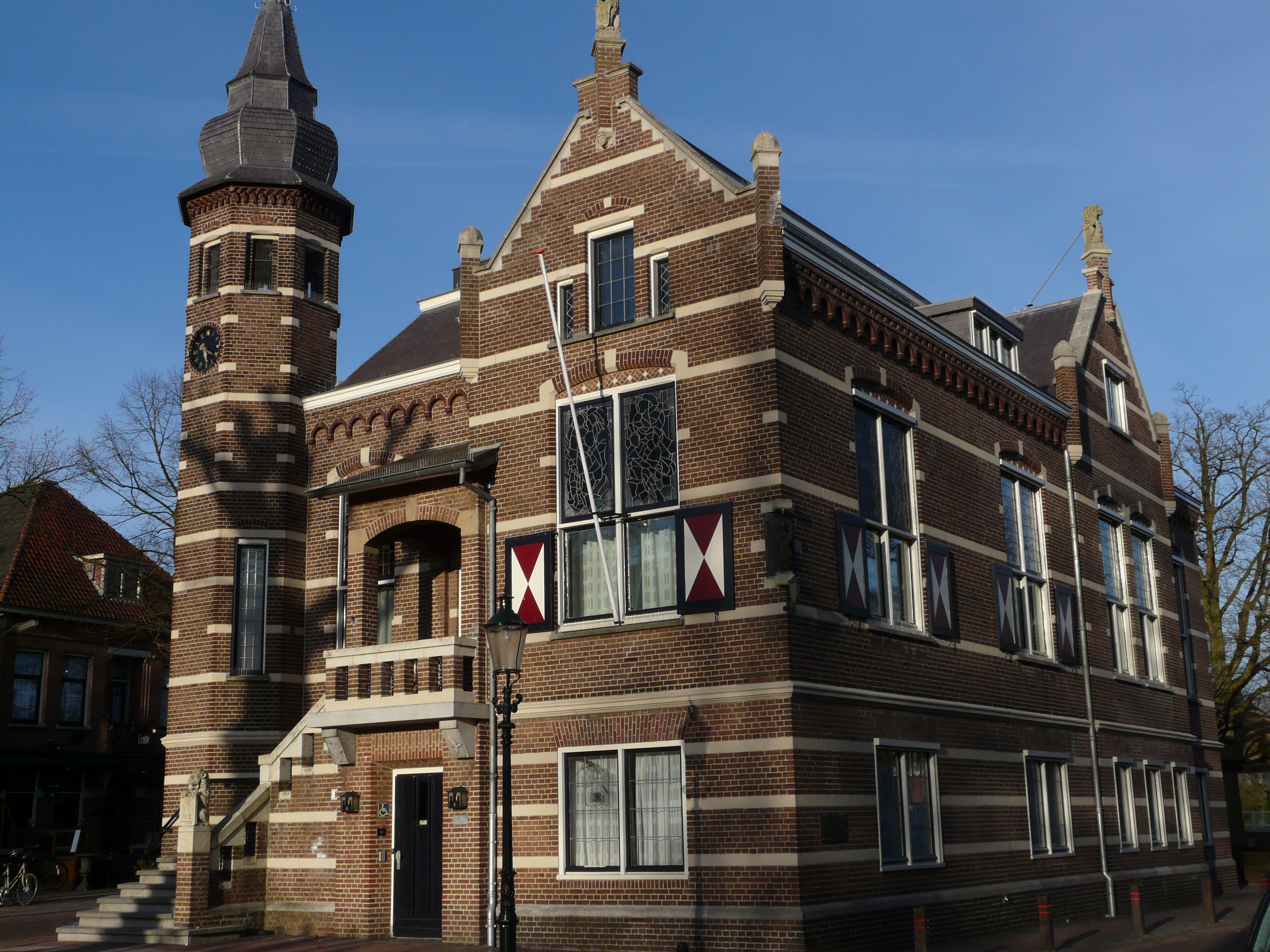
Raadhuis

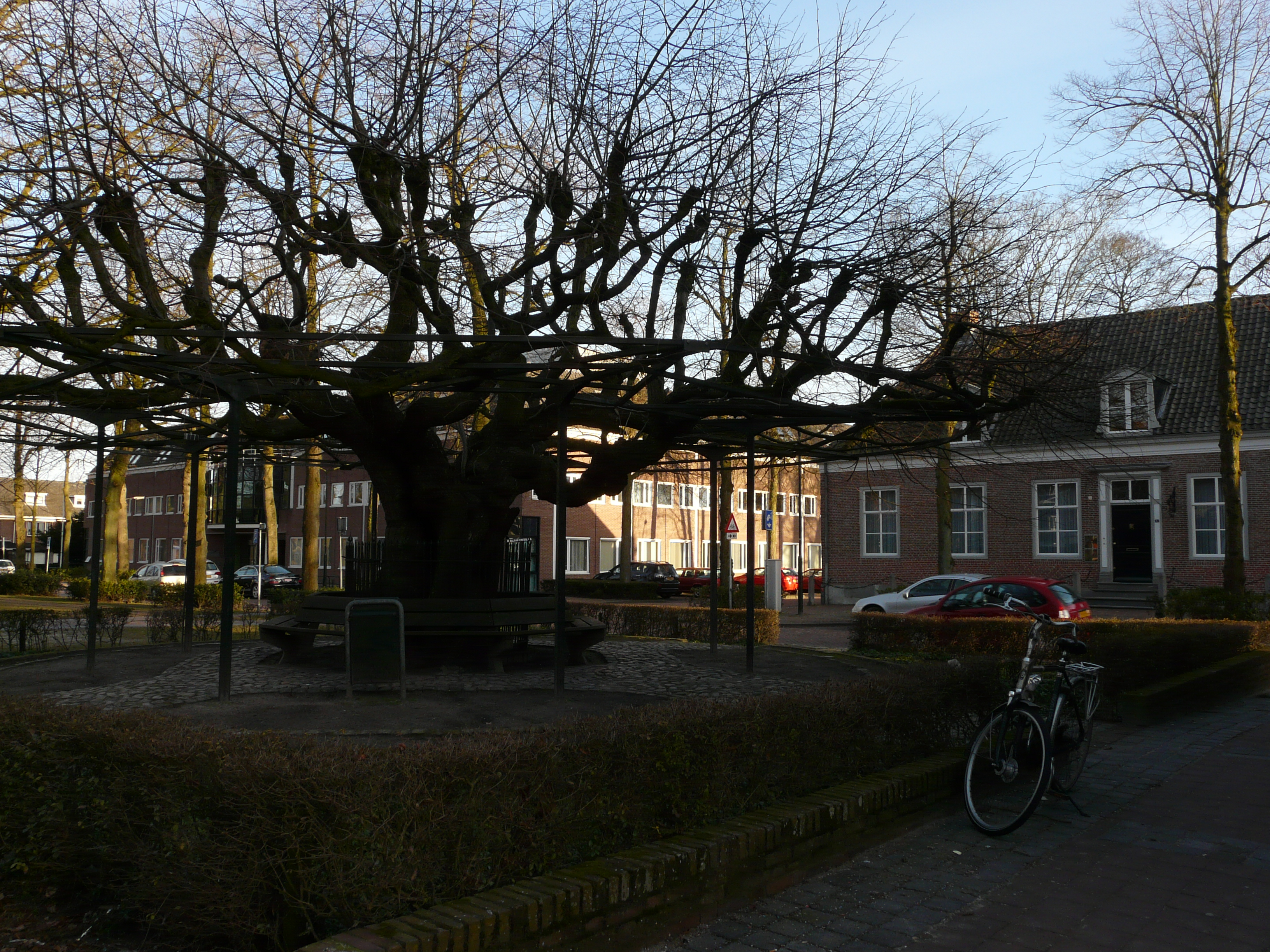
Lindeboom

- De Lind (voormalige marktplaats Oisterwijk, aangewezen als beschermd stadsgezicht +uitbreiding). Hierlangs staat een aantal herenhuizen, zoals:
  - Looiershuizen De Lind 8, De Lind 40.
  - Voormalige sigarenfabriek "De Huifkar", De Lind 30.
  - Voormalige verffabriek Holleman, De Lind 28, uit 1849 ("Domus Renata")
  - Voormalige herberg In de Drye Swaentjes, De Lind 42, in de 17e eeuw een herberg, in de 18e eeuw woning van de gemeentesecretaris, sedert 2005 een zakenpand.
- Raadhuis, daterend uit 1899, herbergt een collectie gildezilver.
- Trouwlaantje, een ongeveer 200m lang linden-berceau tussen de twee rijbanen van De Lind. Het is traditie dat bruidsparen onder het twee eeuwen oude linden-gewelf door naar het stadhuis lopen. Vroeger leidde dit pad naar de kapel van Onze Lieve Vrouw Ter Lind, ofwel Vreugderijke die stond op de plaats van het huidige raadhuis.
- Vrijheidseik, tussen het Trouwlaantje en het raadhuis, geplant op of rond 19 oktober 1794 als vrijheidsboom en de enige die als zodanig nog bestaat in Nederland.
- Lindeboom van vele honderden jaren oud en daarmee de oudste boom van Oisterwijk, staat op De Lind. Reeds in 1388 werd de boom beschreven, maar het is onduidelijk of daar de huidige boom mee bedoeld is. Onder de boom werden kaas- en eiermarkten gehouden en werd recht gesproken. In 2023 werd de linde tot 'boom van het jaar' gekozen.[5][6]
- Voormalige Brouwerij "De Valk" aan de Dorpsstraat 10-14, uit 1916. Reeds in 1816 was hier een brouwerij, gesticht door de uit Oirschot afkomstige Jan de Kroon. In de kelders van de oude brouwerij is inmiddels de "Dorpswijnkelder 1855" gevestigd.
- Het Stoom was een maalderij aan de Molenstraat 3 en 5, uit 1874, aangedreven door een stoommachine. Deze werd vervangen door een gasmotor en in 1926 door een dieselmotor van het merk Crossley. De maalderij werd begin jaren 60 van de 20e eeuw gesloten.
- Kasteel Durendaal, uit de Middeleeuwen daterend maar in de 19e eeuw gesloopt
- Kerkhovense Molen (andere naam: Onvermoeid), stenen stellingmolen daterend uit 1895, nog in bedrijf, laatste windmolen van het dorp Oisterwijk
- Oudste huis van Oisterwijk, met gevel uit 1633 in de stijl van de Renaissance, aan de Kerkstraat 90.
- Sint-Petrus'-Bandenkerk, parochiekerk uit 1897 en gebouwd ter vervanging van de oude kerk van Oost-Tilburg, ontworpen door de architect Pierre Cuypers, bevat opalines (soort beschilderd glas) van de glazenier Charles Eyck
- Protestantse kerk, een eenvoudig zaalkerkje uit 1810, een zogenaamde Napoleonskerk. De consistorie is uit 1830 en in 1974 werd ze gerestaureerd. De kerk bezit een orgel uit 1730 waarvan de bouwer onbekend is, een Statenbijbel uit 1714 en één uit 1643. Voorts een eikenhouten preekstoel uit 1778 met een koperen lezenaar uit 1700. De gemeente heeft voorts kostbaar avondmaalzilver uit 1710 en de 19e eeuw, en een 17e-eeuwse tinnen beker. Kerk en orgel zijn in 1974 gerestaureerd.
- Standbeeld van Adriaan Poirters, priester-dichter, uit 1926
- Monument voor Anton Huijbers, uit 1955

### Monumenten
Zie ook: 
- Lijst van rijksmonumenten in Oisterwijk (plaats)
- Lijst van gemeentelijke monumenten in Oisterwijk (plaats)

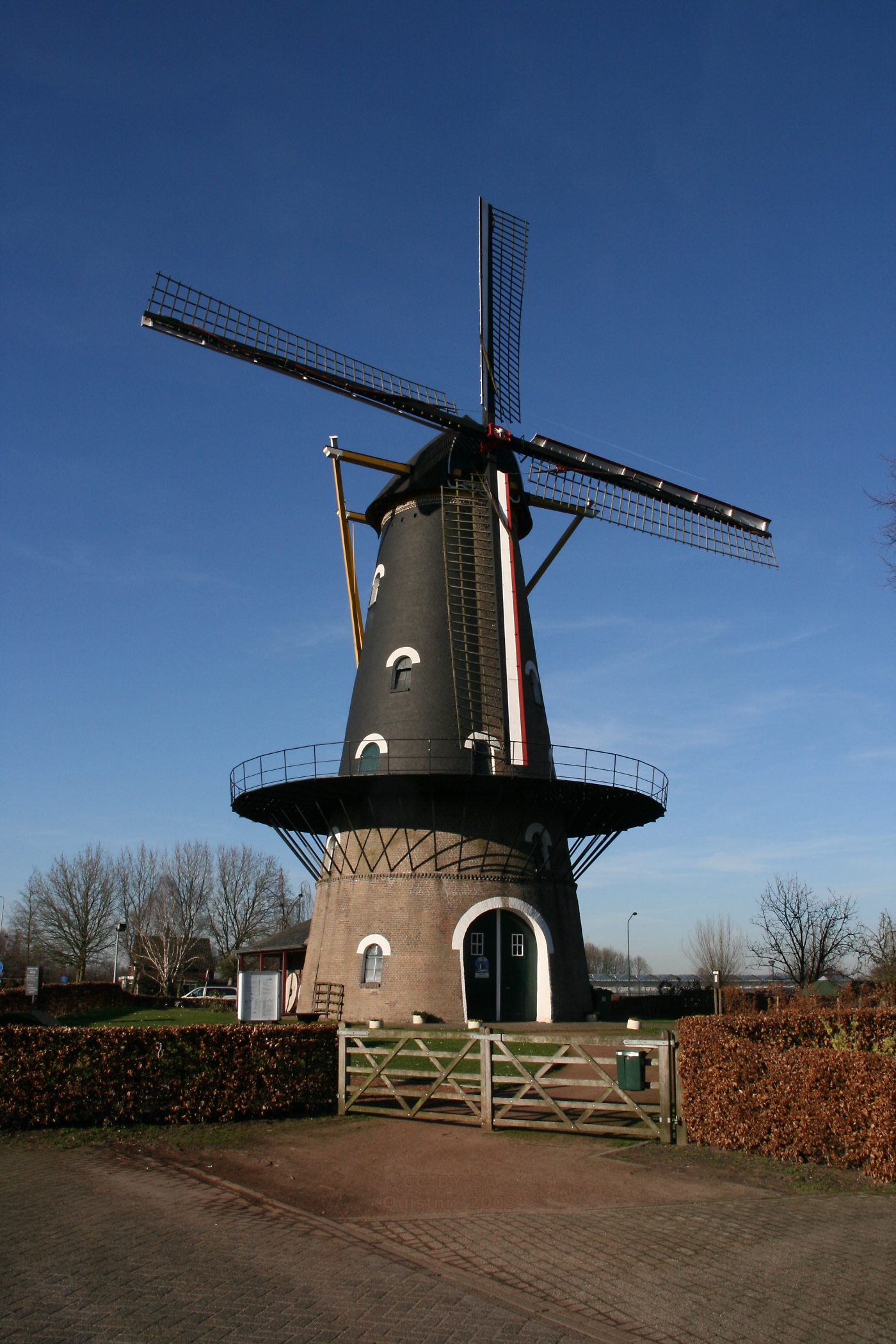
Kerkhovense Molen

- Lijst van beelden in Oisterwijk

## Evenementen
- Intents Festival in juni, een jaarlijks driedaags dance-evenement
- Carnaval, dan heet Oisterwijk Döllekesgat, genoemd naar de dennenappel, in het dialect dol of mastendol.
- Jaarmarkt op de laatste zondag van juli.
- Kermis in juli (een week voor de Tilburgse Kermis).
- Parelfiste in september, een jaarlijks driedaags muziekfestival.

## Natuur en landschap
Oisterwijk heeft als bijnaam de parel in 't groen. Deze slogan vervangt de oude bijnaam de parel van Brabant, een naam die Oisterwijk moest delen met Heeze en het Belgische Grimbergen. De plaats geldt als een toeristische trekpleister vanwege de vele bossen en vennen, zoals de natuurgebieden De Oisterwijkse Bossen en Vennen, De Kampina, het Landgoed Nemelaer en het Landgoed de Rosep. De natuurgebieden van Oisterwijk sluiten aan bij een reeks natuurgebieden in aangrenzende dorpen en vormen zo een deel van Het Groene Woud; een nationaal landschap in de driehoek Eindhoven-Tilburg-'s-Hertogenbosch. Verder doen ook het Brabants Vennenpad en het Pelgrimspad Oisterwijk aan. 
Vóór de 20e eeuw gaf het landschap ten zuiden van Oisterwijk een andere aanblik, in plaats van bossen waren er uitgestrekte heidevelden. Doordat men ophield de schapen de heidevelden te laten begrazen en door aanplanting van bomen ontstonden er grote bosgebieden. Bijzonder was dat er veel meer vennen waren dan in andere soortgelijke gebieden van Noord-Brabant en ook nu nog is dat het geval. In 1801 werd reeds met de bebossing begonnen.
Ten noorden van Oisterwijk vindt men voornamelijk landbouwgebied.
Door de plaats stromen verscheidene beken, zoals de van de zuidkant binnenkomende Reusel, die bij Moergestel Achterste Stroom gaat heten en die ten oosten van de kern Oisterwijk samenvloeit met de Voorste Stroom (een voortzetting van de uit zuidwestelijke richting komende Nieuwe Leij) tot Esschestroom (ook wel Run genoemd). Een andere, door De Kampina stromende beek is de Rosep, die uitmondt in de Esschestroom. Laatstgenoemde verlaat in noordoostelijke richting de gemeente om zich verderop bij de Dommel te voegen.

## Godsdienst

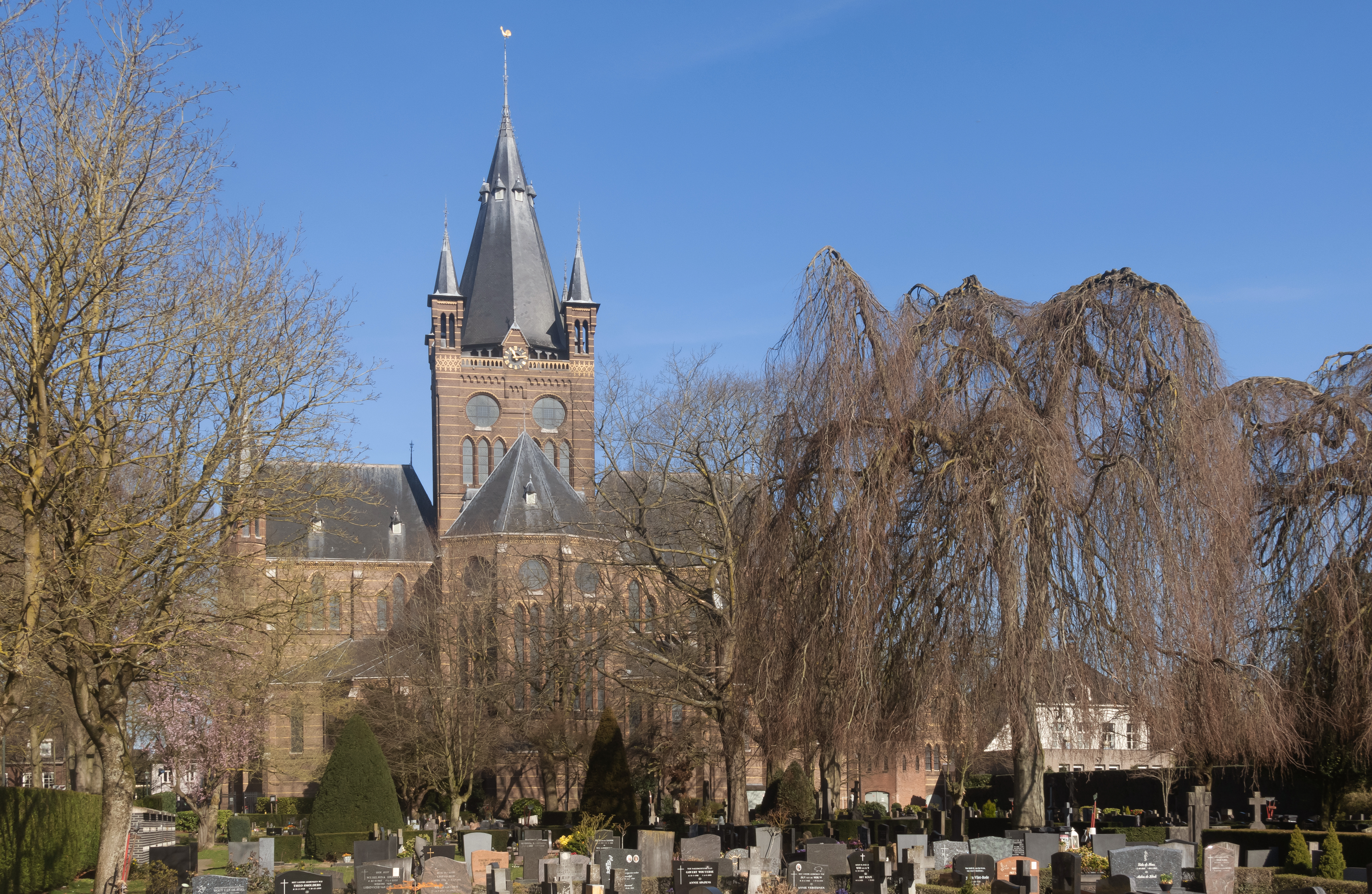
Sint-Petrus'-Bandenkerk

Oisterwijk is van oudsher een overwegend rooms-katholieke plaats, reden waarom men er drie parochies aantreft:
- Sint-Petrus'-Banden, voortgekomen uit de oude parochie Oost-Tilburg,
- Joanneskerk, in 1926 afgesplitst van de parochie Sint-Petrus'-Banden,
- Levenskerk, in 1966 afgesplitst van de parochie Heilige Joannes van Oisterwijk en in 2017 opgeheven.

De in 1963 als afsplitsing van Sint-Petrus'-Banden gevormde Sint-Markusparochie werd in 1993 opgeheven. De in 1966 in gebruik genomen kerk aan het Icarusplein 3 werd in 1995 gesloopt. 
Begin 2012 heeft het Bisdom 's-Hertogenbosch besloten dat in de loop van 2015 de drie parochies in Oisterwijk met die van Moergestel (Parochie Sint Jans Onthoofding) en van Haaren (Parochie Heilige Lambertus) moeten fuseren tot één parochie. Deze fusie kwam op 1 oktober 2015 tot stand onder de naam Parochie Sint-Jozef.
In 1930 werd aan de Kivitslaan 3 de bouw van een gereformeerd kerkje voltooid. Het gebouw stond op grond die was aangekocht door de leden van de gereformeerde kerk te Oisterwijk. Zij behoorden formeel tot de gereformeerde kerk van Tilburg. De kerk werd gebruikt voor kerkdiensten, evangelisatie en als zondagsschool. In het kader van het Samen-op-Weg–proces gingen de Gereformeerde Kerk en de Hervormde Gemeente in Oisterwijk steeds meer samenwerken. Nadat het Oisterwijkse deel van de Gereformeerde Kerk van Tilburg zelfstandig werd gemaakt, kwam een federatie met de Hervormde Gemeente in Oisterwijk tot stand. De kerk aan de Kivitslaan bleef onder dominee Quist nog tot 29 augustus 2004 in gebruik, zij het uitsluitend tijdens de zomermaanden. Het gebouw werd in 2007 gesloopt, waarna de grond als twee woningbouwkavels werd verkocht.
Sedert 1648 kent men in Oisterwijk de Hervormde Gemeente. De oorspronkelijke kerk (Petrus Banden) werd tijdens het bewind van Koning Lodewijk Napoleon teruggegeven aan de rooms-katholieken en er werd tussen 1809 en 1811 een nieuwe kerk gebouwd, het Napoleonskerkje aan de Kerkstraat 64. De kerk is sinds 1973 een Rijksmonument. In 2005 kwam een volledige samenwerking met de gereformeerde kerk van Oisterwijk tot stand en werd de Protestantse Gemeente Oisterwijk c.a. gevormd. Alle middelen en middelen en eigendommen werden samengevoegd. Enkele liturgische elementen uit het gereformeerde kerkje werden overgebracht naar de kerk aan de Kerkstraat. Het gebouw heet sinds 2010 de Protestantse Kerk. 
Daarnaast heeft Oisterwijk van 1758 tot 1908 nog een Joodse gemeente met een eigen begraafplaats gekend.

## Voorzieningen
- Bibliotheek Oisterwijk
- Voetbalclub Trinitas (fusieclub)
- Zwembad & Sporthal Den Donk (vroeger De Leye)
- Zorgcentrum de Vloet en Verzorgingshuis Amaliazorg Catharinenberg

## Verkeer en vervoer
Oisterwijk is bereikbaar via de A58 en de N65.
Met het openbaar vervoer is Oisterwijk per trein en per bus van Arriva bereikbaar via lijn 140 van ’s-Hertogenbosch naar Tilburg. Vanaf station Oisterwijk rijden ook twee buurtbussen: lijn 239 naar 's-Hertogenbosch (via de dorpen Udenhout, Biezenmortel, Helvoirt en Cromvoirt) en lijn 289 naar Hilvarenbeek (via Moergestel).

## Bekende personen
- Maria van Hout (1475-1547), begijn en mystica
- Adriana Back van Asten (1490-1535), vrouwe van Asten
- Wolfert van Brederode (1495-1548), heer van Kloetinge
- Adriaan Poirters (1605-1674), priester-dichter
- Anna van Hees (1768-1825), mystica en moeder-overste
- Elisa Cornelis Unico van Doorn (1799-1882), politicus
- Joseph van Lil (1826-1906), kunstschilder
- Arnold Frederik Holleman (1859-1953), scheikundige en hoogleraar
- Adriaan van Ierland (1872-1942), komiek
- Anton Huijbers (1874-1935), kapelaan
- Emile Verviers (1886-1968), econoom
- Arnold Meijer (1905-1965), journalist, politicus en collaborateur
- Joan Willems (1909-1974), politicus
- Krijn Strijd (1909-1983), hoogleraar theologie en predikant
- Henri Louis Felix Marie van Hövell van Wezeveld en Westerflier (1913-2004), jurist en burgemeester
- Bart Funk (1917-1989), politicus en burgemeester
- Frans van Roessel (1918-2000), aartsbisschop
- Boy Ecury (1922-1944), verzetsstrijder
- Dirk Schouten (1923-2018), econoom
- Harry Opheij (1929-2018), politicus en burgemeester
- Piet de Visser (1934), voetbaltrainer en scout
- Greet Ermen (1936), politicus
- Kees de Kort (1943), atleet
- Harrie van der Kruijs (1944-2022), motorcoureur
- Rob van der Heijden (1945-2025), politicus en burgemeester
- Maria Roosen (1957), beeldhouwer en tekenaar
- Elias Leyds (1958-2024), priester en radiomaker
- Robèrt van Beckhoven (1961), patissier
- Tim Overdiek (1965), journalist
- Rob Stenders (1965), radio-dj

## Trivia
- In de tweede helft van de jaren 1950 heeft in Oisterwijk een miniatuurversie bestaan van Rommeldam, de denkbeeldige woonplaats van de stripfiguren Olivier B. Bommel en Tom Poes.
- Paul Keating, de minister-president van Australië van 1991 tot 1996, trouwde in 1975 met de Oisterwijkse Annita van Iersel in Oisterwijk.